# Самашканы
Самашканы, Сэмэшкань (рум. Sămăşcani) — село в Шолданештском районе Молдавии. Относится к сёлам, не образующим коммуну.

## История
Согласно Спискам населенных мест Бессарабской губернии за 1859 год, имелись Верхние (рум. Sămăşcani de Sus) и Нижние Самашканы (рум. Sămăşcani de Jos). Самашканы-де-Сус — резешское и владельческое село при колодцах и прудах в 60 дворов, население составляло 595 человек (308 мужчин, 287 женщин). Самашканы-де-Жос — владельческое село при колодцах и прудах в 37 дворов, население составляло 254 человек (145 мужчин, 109 женщин). В Верхних Самашканах имелась православная церковь. Села входили в состав Оргеевского уезда Бессарабской губернии.
По данным справочника «Волости и важнейшие селения Европейской России» за 1886 год, Самашканы-де-Сус — административный центр Самашканской волости Оргеевского уезда.

## География
Село расположено на высоте 212 метров над уровнем моря.

## Население
По данным переписи населения 2004 года, в селе Сэмэшкань проживает 1502 человека (774 мужчины, 728 женщин).
Этнический состав села:
| Национальность | Число жителей | Процентный состав |
| -------------- | ------------- | ----------------- |
| молдаване      | 1483          | 98.74             |
| румыны         | 10            | 0.67              |
| украинцы       | 4             | 0.27              |
| русские        | 4             | 0.27              |
| гагаузы        | 1             | 0.07              |
| Всего          | 1502          | 100 %             |

## Известные уроженцы
- Мунтяну, Константин — молдавский писатель
- Райлян, Александр Иванович (1916—1982) — протоиерей Кишинёвской епархии.